# Bellefosse
Bellefosse – miejscowość i gmina we Francji, w regionie Grand Est, w departamencie Dolny Ren.
Według danych na rok 1990 gminę zamieszkiwało 0 osób, 0 os./km².